# Leptothorax personatus
Leptothorax personatus är en myrart som beskrevs av Henri Cagniant 1987. Leptothorax personatus ingår i släktet smalmyror, och familjen myror. Inga underarter finns listade i Catalogue of Life.